# Birao
Birao es la capital de Vakaga, una de las 14 prefecturas de la República Centroafricana. Su población asciende a 10.178 habitantes ( 2012 ).
- Datos: Q864999
- Multimedia: Birao / Q864999